# USS South Dakota (SSN-790)
USS South Dakota (SSN-790) — американський атомний підводний човен класу «Вірджинія».
Будівництво човна почалося 4 квітня 2016 на корабельні Electric Boat. Хрещення човна відбулося 14 жовтня 2017 в місті Гротон, штат Коннектикут. Хрещеною судна стала Деані Демпсі, дружина генерала армії США у відставці Мартіна Демпсі. Судно назване на честь штату Південна Дакота. USS South Dakota (SSN-790) переданий на баланс ВМС США 2 лютого 2019 року.